# Asplenium × rosselloi
Asplenium × rosselloi là một loài dương xỉ trong họ Aspleniaceae. Loài này được Bennert, Rasbach & Reichst. mô tả khoa học đầu tiên năm 1988.
Danh pháp khoa học của loài này chưa được làm sáng tỏ. 